# Перекопівська сільська рада
Переко́півська сільська́ ра́да — колишній орган місцевого самоврядування в Роменському районі Сумської області. Адміністративний центр — село Перекопівка.

## Загальні відомості
- Населення ради: 1 609 осіб (станом на 2001 рік)

## Населені пункти
Сільській раді підпорядковані населені пункти:
- с. Перекопівка
- с. Бурбине
- с. Губське

## Склад ради
Рада складається з 15 депутатів та голови.
- Голова ради: Пишний Юрій Пантелеймонович

### Керівний склад попередніх скликань
| Прізвище, ім'я, по батькові | Основні відомості                                                 | Дата обрання | Дата звільнення |
| --------------------------- | ----------------------------------------------------------------- | ------------ | --------------- |
| Пишний Юрій Пантелеймонович | Сільський голова, 1964 року народження, освіта вища, безпартійний | 26.03.2006   | 31.10.2010      |
| Пишний Юрій Пантелеймонович | Сільський голова, 1964 року народження, освіта вища, безпартійний | 31.10.2010   |                 |

Примітка: таблиця складена за даними сайту Верховної Ради України